# الکساندر شچرباکوف
الکساندر شچرباکوف (اوکراینی: Олександр Іванович Щербаков؛ زادهٔ ۳۱ ژوئیهٔ ۱۹۶۰) بازیکن فوتبال اهل اتحاد جماهیر شوروی سوسیالیستی است.
از باشگاه‌هایی که در آن بازی کرده‌است می‌توان به باشگاه فوتبال کریفباس کریفیی ریه و باشگاه فوتبال چورنومورتس اودسا اشاره کرد.
وی همچنین در تیم ملی فوتبال USSR U-21 بازی کرده‌است.